# Prawo wielkich liczb
Prawa wielkich liczb – seria twierdzeń matematycznych (jedno z tzw. twierdzeń granicznych) opisujących związek między liczbą wykonywanych doświadczeń a faktycznym prawdopodobieństwem wystąpienia zdarzenia, którego te doświadczenia dotyczą. Najprostsza postać prawa wielkich liczb to prawo Bernoulliego orzekające, że:
„Z prawdopodobieństwem dowolnie bliskim 1 można się spodziewać, iż przy dostatecznie wielkiej liczbie prób częstość danego zdarzenia losowego będzie się dowolnie mało różniła od jego prawdopodobieństwa.”
Ta postać jest historycznie najwcześniejsza; sformułował ją szwajcarski matematyk Jakob Bernoulli w 1713 roku w książce Ars Conjectandi. Nazwał to twierdzenie „złotym”, inni matematycy – twierdzeniem Bernoulliego, a Siméon Denis Poisson w 1835 roku – prawem wielkich liczb; ta ostatnia nazwa stała się najczęstszą.

## Prawa wielkich liczb

### Prawo wielkich liczb Bernoulliego
Jeśli {\displaystyle S_{n}} oznacza liczbę sukcesów w schemacie Bernoulliego {\displaystyle n} prób z prawdopodobieństwem sukcesu w pojedynczej próbie równym {\displaystyle p,} to dla każdego {\displaystyle \varepsilon >0}
{\displaystyle \lim _{n\to \infty }{\mathsf {P}}\left(\left|{\frac {S_{n}}{n}}-p\right|\leqslant \varepsilon \right)=1.}
Słownie: niezależnie od wyboru szerokości przedziału wokół wartości oczekiwanej, prawdopodobieństwo dla dużych {\displaystyle n} będzie dowolnie bliskie {\displaystyle 1.}
Dowód słabego prawa wielkich liczb opiera się na nierówności Czebyszewa.
Mocne prawo wielkich liczb Bernoulliego mówi, że ciąg {\displaystyle {\tfrac {S_{n}}{n}}} dąży do {\displaystyle p} prawie na pewno. Dowód tego faktu wykorzystuje nierówność Bernsteina.

### Mocne prawo wielkich liczb
Dla ciągów (całkowalnych) zmiennych losowych wprowadza się definicję spełniania przez nich tzw. mocnego (i słabego) prawa wielkich liczb.
Ciąg zmiennych losowych {\displaystyle (X_{n})_{n=1}^{\infty }} spełnia mocne prawo wielkich liczb (MPWL), gdy
{\displaystyle {\frac {1}{n}}\sum _{k=1}^{n}(X_{k}-{\mathsf {E}}X_{k})\xrightarrow {\text{prawie na pewno}} 0.}

#### Mocne prawo wielkich liczb Kołmogorowa
Jeżeli {\displaystyle (X_{n})_{n=1}^{\infty }} jest ciągiem niezależnych zmiennych losowych całkowalnych z kwadratem oraz
{\displaystyle \sum _{n=1}^{\infty }{\frac {{\mathsf {Var}}X_{n}}{n^{2}}}<\infty ,}
to ciąg {\displaystyle (X_{n})_{n=1}^{\infty }} spełnia MPWL.
Wynika z niego następujący wniosek: jeżeli {\displaystyle (X_{n})_{n=1}^{\infty }} jest ciągiem niezależnych zmiennych losowych o tym samym rozkładzie oraz {\displaystyle {\mathsf {E}}|X_{1}|<\infty ,} to
{\displaystyle {\frac {1}{n}}\sum _{k=1}^{n}X_{k}{\xrightarrow {p.n.}}{\mathsf {E}}X_{1}}
prawie na pewno.

#### Twierdzenie Kołmogorowa
W ogólności, jeśli {\displaystyle (a_{n})_{n\in \mathbb {N} }} jest rosnącym do nieskończoności ciągiem liczb dodatnich, a ponadto zbieżny jest szereg
{\displaystyle \sum _{n=1}^{\infty }{\frac {{\mathsf {Var}}X_{n}}{a_{n}^{2}}},}
to
{\displaystyle \lim _{n\to \infty }{\frac {1}{a_{n}}}\sum _{k=1}^{n}(X_{k}-{\mathsf {E}}X_{k})=0}
prawie na pewno.
Dowód twierdzenia opiera się na znanych z analizy lematach Toeplitza oraz Kroneckera, a także następującym fakcie z rachunku prawdopodobieństwa: jeśli {\displaystyle (X_{n})_{n=1}^{\infty }} jest ciągiem całkowalnych niezależnych zmiennych losowych całkowalnych z kwadratem oraz szereg
{\displaystyle \sum _{n=1}^{\infty }{\mathsf {Var}}X_{n}}
jest zbieżny, to szereg
{\displaystyle \sum _{n=1}^{\infty }(X_{n}-{\mathsf {E}}X_{n})}
jest zbieżny prawie na pewno.

### Słabe prawo wielkich liczb
Mówimy, że ciąg zmiennych losowych {\displaystyle (X_{n})_{n=1}^{\infty }} spełnia słabe prawo wielkich liczb (SPWL), gdy
{\displaystyle \lim _{n\to \infty }{\frac {1}{n}}\sum _{k=1}^{n}(X_{k}-{\mathsf {E}}X_{k})=0}
ze względu na prawdopodobieństwo.

#### Słabe prawo wielkich liczb dla parami niezależnych zmiennych o skończonej wariancji
Jeżeli {\displaystyle (X_{n})_{n=1}^{\infty }} jest ciągiem parami niezależnych zmiennych losowych całkowalnych z kwadratami oraz
{\displaystyle \lim _{n\to \infty }{\frac {1}{n^{2}}}\sum _{k=1}^{n}{\mathsf {Var}}X_{k}=0,}
to ciąg {\displaystyle (X_{n})_{n=1}^{\infty }} spełnia SPWL. Dowód tego faktu również opiera się na nierówności Czebyszewa.